# パブリックドメイン
パブリックドメイン（public domain）とは、著作物や発明などの知的創作物について、知的財産権が発生していない状態または消滅した状態のことをいう。日本語訳として公有（こうゆう）という語が使われることがある。
パブリックドメインに帰した知的創作物については、その知的財産権を行使しうる者が存在しないことになるため、知的財産権の侵害を根拠として利用の差止めや損害賠償請求などを求められることはないことになる。その結果、知的創作物を誰でも自由に利用できると説かれることが多い。しかし、知的財産権を侵害しなくても、利用が所有権や人格権などの侵害を伴う場合は、その限りにおいて自由に利用できるわけではない。また、ある種の知的財産権が消滅したとしても、別の知的財産権が消滅しているとは限らない場合もある（著作物を商標として利用している者がいる場合、量産可能な美術工芸品のように著作権と意匠権によって重畳的に保護される場合など）。また、各法域により法の内容が異なるため、一つの法域で権利が消滅しても、別の法域で権利が消滅しているとは限らない。したがって、特定の知的創作物がパブリックドメインであると言われる場合は、どの法域でどのような権利が不発生あるいは消滅したのかを、具体的に検討する必要がある。

## 知的財産権の不発生または消滅の原因
そもそも創作性を欠くなどの理由により保護すべき知的創作物にならない場合（例えば、著作権の場合は思想または感情の創作的表現でなければ著作物にならないので、単なるアイデアにとどまる場合や、境界線や海岸線などの記載しかない地図のように想定される表現が限られるようなものは、そもそも創作性を欠くので知的財産権が発生するか否かという問題自体が生じないし、ライセンス付与も本来ありえない）もあるが、著作物や発明の要件を満たしていながら、知的財産権が発生しない場合、または発生した権利が消滅する場合としては、以下のようなものがある。

### 権利が発生しない場合

#### 権利取得に必要な手続・方式の不履行
例えば、特許権の取得において審査主義を採用している国においては、発明を完成させたとしても、その発明の産業上利用可能性、新規性、進歩性といった特許要件について特許庁による審査を経なければ、特許権を取得できない。
また、著作権の取得について方式主義を採用している国（ベルヌ条約加盟前のアメリカ合衆国など）においては、著作物を創作したとしても、必要な方式（著作権の表示、登録など）を履行しなければ、著作権は発生しない。なお、日本の著作権法は無方式主義を採用しているので、何らの方式をも採らず著作権を取得できる。

#### その他、法が権利付与を否定する場合

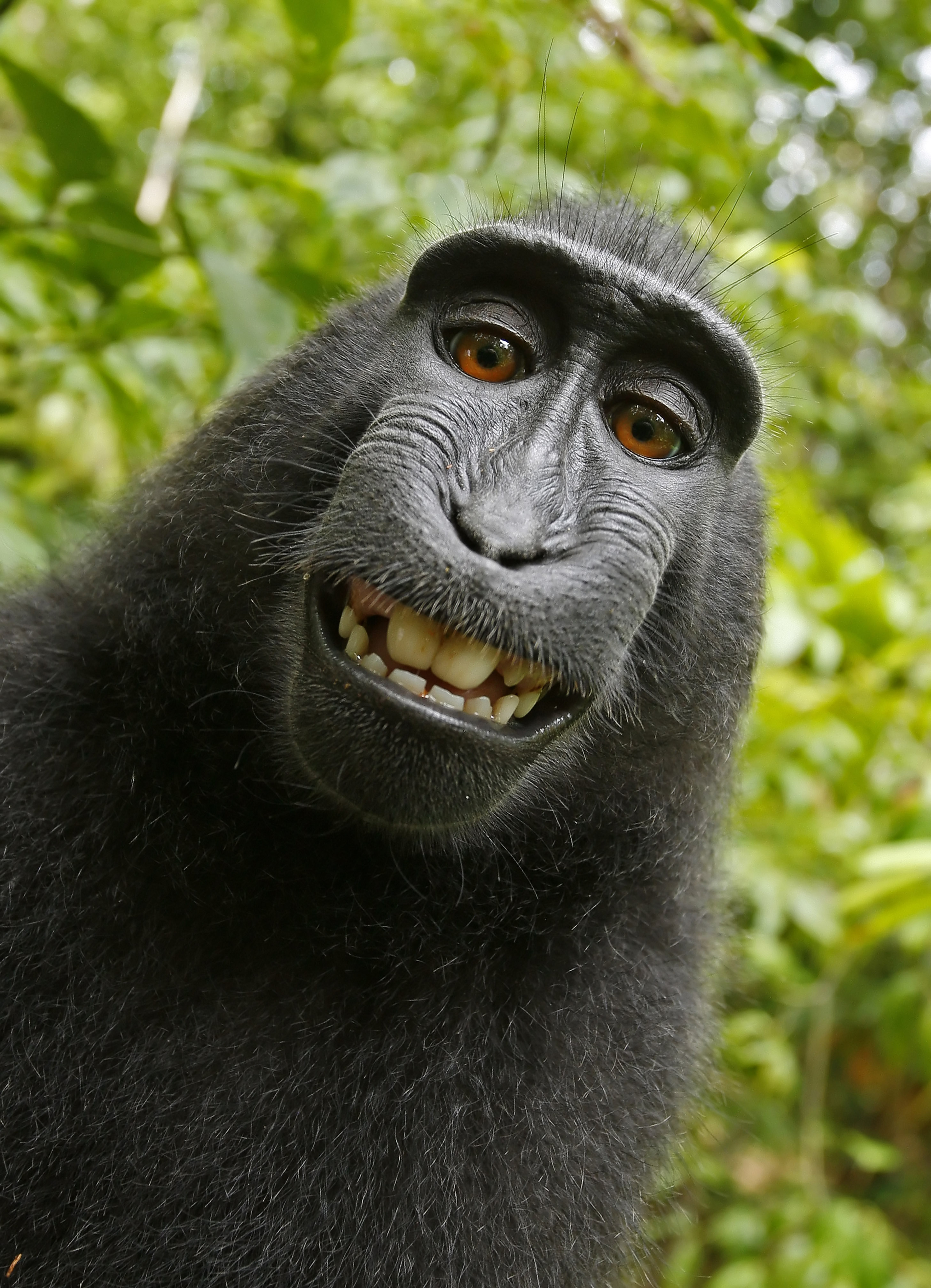
人間以外は著作権を有しないと判断され、サルの自撮りはパブリックドメインにあるとされている。

「著作物」、「発明」など、知的財産権の客体としての要件は満たすが、主に政策的な理由によって、法が権利の付与を否定している場合がある。
例えば、国や地方公共団体が創作した著作物を、著作権の対象としない法制が多数みられる。例えば日本では、憲法その他の法令、国や地方公共団体が発する通達、裁判所の判決などは、著作権や著作者人格権の対象にならない（日本国著作権法13条）。また、イタリアでは、イタリア及び外国または官公庁の公文書には著作権法の規定を適用しない旨の規定がある。その他、アメリカ合衆国の著作権法では、連邦政府の職員が職務上作成した著作物は、著作権の対象とならない(17 U.S.C. §105)。もっとも、連邦政府の職員ではない者の著作権を連邦政府が譲り受けた場合は連邦政府による著作権の保有を否定されないし(17 U.S.C. §105)、州政府の職員が職務上作成した著作物に対しては、法は著作権の付与を否定していない。
また、外国人による権利の享有を認めない法制が存在する場合、当該外国人による創作物は（当該法域内では）、知的財産権による保護を受けないと言える。例えば、日本では外国人の権利の享有を原則として認めているが、特別法によってそれを制限することも容認している（民法3条2項）。実際に、特許法などの知的財産権法は、外国人による権利の享有を制限している（著作権法6条、特許法25条など）。もっとも、パリ条約などにおいて、内国民待遇の原則が採られているため、これらの条約の加盟国間においては、外国人であるというだけの理由により知的財産権の享有が否定されることはない。つまり、これらの条約に加盟していない国との関係で問題になるに過ぎない。

### 権利の消滅

#### 保護期間の満了

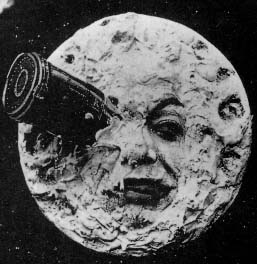
1902年の映画『月世界旅行』は、既に著作権の保護期間が終了している。

知的創作物を対象とする独占排他権は、法定の存続期間満了により消滅する。例えば、特許権は特許出願の日から20年をもって消滅し、著作権は著作者の死後50年または70年をもって消滅するものと規定する国が多い（著作権の保護期間）。創作活動は先人の成果の上に成り立っていることは否定できないため、創作後一定の期間が経過した場合は恩恵を受けた社会の発展のために公有の状態に置くべきとの価値判断によるものである。

#### 承継人の不存在
相続人なく知的財産権の権利者が死亡した場合において、相続財産の清算のために相続財産清算人によって著作権が譲渡されなかった場合、あるいは権利者である法人が解散した場合において、その著作権を帰属させるべき者が存在しない場合（一般社団法人及び一般財団法人に関する法律239条3項に該当する場合など）や清算法人の財産の清算のために清算人によって著作権の譲渡がされなかった場合は、知的財産権は法定の保護期間満了を待つことなく消滅する（著作権法62条1項、2項、特許法76条、実用新案法と意匠法では特許法を準用）。
民法などの原則をそのまま適用すれば、知的財産権はいずれの場合も国庫に帰属するはずである（民法959条、一般社団法人及び一般財団法人に関する法律239条3項）。しかし、著作権法など知的財産に関する法律では、知的所産であり広く国民一般に利用させるのが適切として、特別規定を置き権利を消滅させることとしている。
相続人不存在の場合、特許権などは、相続人の捜索の公告の期間内に権利主張をする者が表れなかった場合に権利が消滅するのに対し（特許法76条）、著作権は、それに加えて特別縁故者に対する相続財産の分与もされなかった場合（民法959条に該当する場合）に初めて権利が消滅する（著作権法62条）という差異がある。

#### 権利放棄
原則として権利（ただし財産権）を放棄することは自由なので、権利者により権利が放棄されれば法による保護を認める必要性は消滅する。
日本においては、産業財産権法では、産業財産権の放棄を認める規定が存在する（特許法97条、実用新案法26条、意匠法36条、商標法35条など）のに対し、著作権法には、著作権を放棄できるとする明文の規定が存在しない。しかし、著作権も財産権の一種であり（著作権法61条、63条等参照）、譲渡も可能であるため、放棄できると解される。放棄の方式については、放棄の効力発生要件としての登録制度が存在しないことから（著作権法77条）、立法担当者からは、著作権放棄の効力を発生させるためには、著作権者による新聞広告その他への明示的な放棄の意思表示が必要であると説明されている。しかし、このような説明に対しては、そのような厳しい要件を課する理由が存在せず、要は証明の問題に過ぎないとの批判もある。仮に、権利者の意図に反して著作権放棄の効果が生じないと評価された場合、その後、著作権が消滅したことを信頼した者に対して著作権を行使することは、権利濫用または信義誠実の原則に反し、認められない場合もある。 
もっとも、権利を放棄することにより他者の権利を害することはできないと解されているため、そのような場合には権利放棄は認められない。例えば、著作権者から著作物の独占的利用許諾を得ている者が存在する場合は、著作権の放棄によって誰でも著作物を利用できることになるとすると、被許諾者の財産的利益を損なう結果となるため、放棄はできないと解される。特許権の専用実施権が設定されているような場合も同様である。
なお、ある法域で成立した知的財産権の効力は当該法域でしか及ばないため（属地主義）、知的財産権の処分（譲渡、放棄など）は法域ごとに可能である。したがって、ある法域で知的財産権が放棄され知的財産権が消滅しても、他の法域において消滅しているとは言い切れず、専ら放棄当時の著作権者の意思に基づき判断せざるを得ないし、同じ対象につき法域により権利者が異なる場合は、放棄の効力は当然に他の法域に及ぶわけではない。
以上、財産権としての知的財産権は放棄可能であるのが原則であるが、ドイツ著作権法の下では著作権の放棄はできないものと理解されている。ドイツにおける Urheberrecht という概念（著作権と訳されることが多いが、実際には日本法の著作者の権利に相当する）は、財産的権利と人格的権利が一体をなす概念として理解されており、そのような権利を他人に譲渡することはできないためである（ドイツ著作権法29条1項）。そのため、著作権が放棄された場合は、不特定多数の者に対して著作物の利用権を設定した状態と理解されることになる。

## 著作権法に特有の問題

パブリックドメインに帰した著作物であることを表示するためにしばしば使用されるマークである。万国著作権条約3条に基づく著作権マーク(©)に斜線を引いたものであるが、国際条約や法律に基づく効力はない。

### 著作者人格権との関係
財産権としての著作権のほか、ベルヌ条約や多くの国の著作権法により人格権としての著作者人格権が保護されている。そのため、著作物についてパブリックドメインと言えるためには著作者人格権が消滅していることも必要ではないかとの議論をする者もいる。
アメリカ合衆国の著作権法には、一定の範囲の視覚芸術著作物を除き著作者人格権を保護する旨の規定が存在しない。これに対し、他の国ではベルヌ条約の要請もあり著作権とは別に著作者人格権の制度を著作権法に取り込んでいる。著作者人格権についてはその放棄を認めている国もあるが、日本においては、反対説もあるものの放棄はできないと伝統的に解されている（人格にかかわる権利であるため）。そのため、日本においては著作権を放棄しただけでは著作物は厳密にはパブリックドメインの状態になったとは言えないとの誤解に基づく。
しかし、アメリカにおいても、著作者人格権は、伝統的に著作権法に基づく権利とは理解されていなかっただけであり、同一性保持権や氏名表示権は反トラスト法の不正表示禁止に関する規定などにより実質的に保護されているなど、コモン・ローにより人格権が保護されているという説明がされている。つまり、著作者人格権という呼称が与えられている権利が、著作権法制の枠内にあるか否かという問題に過ぎない。したがって、著作者人格権の問題はパブリックドメインという概念を受け入れるか否かとは別問題である。ただし、ドイツでは著作権の放棄ができないがゆえに、ドイツ法では著作権放棄に基づくパブリックドメインの状態は成り立たないのは、前述のとおりである。
しかし、日本においては著作者人格権の相続は否定されるものの（民法896条但書）、法は一定範囲の遺族や遺言で指定された者に対して故人の人格的利益の請求権を有することを認めている（著作権法116条）。さらには、著作権の保護期間が経過しかつ遺族や遺言で指定した者が存在しなくなった場合でも、著作者が存しているとすればその著作者人格権の侵害となるべき行為をしてはならず（著作権法60条）、違反者に対する罰則もあるが（著作権法120条）、それをもって著作物がパブリックドメインの状態にはないという議論はされていない。
しかし、日本法では著作者人格権の制度があるから著作権放棄に基づくパブリックドメインはあり得ないとの議論は、後述のパブリックドメインソフトウェアが日本で存在し得るかという問題に関連して、アメリカの法制度を理解していないプログラマーとその周辺で問題になったことがほとんどであり、知的財産権の専門家の間ではそのような問題自体議論されていない。

### パブリックドメインと区別されるべきもの
日本においては、1990年代以前のいわゆるパソコン通信において、ネットワークを通じて配布される（オンラインソフトウェア）無料のソフトウェアをPDS (Public Domain Software) と呼んでいたことなどがあった。しかし、その実態としては、単に著作物の利用に関して著作権を行使しないことのみをもってパブリックドメインであると宣言したり、著作権表示を行いつつもパブリックドメインである旨の宣言をしている場合も多かった。この場合は、厳密には著作権自体は存続しており（パブリックドメインという語の用法を間違えているに過ぎないため）、単に著作権の行使を控える旨の宣言にとどまるので、権利放棄に伴う著作権の消滅があったことにはならない。
また、日本の著作権法の下では、国の機関などが一般に周知させることを目的として作成した広報資料などは刊行物への転載が可能であり（著作権法32条2項本文）、それゆえにパブリックドメインであるという誤解がされることがある。しかし、許諾なしに認められるのは「転載」や転載のための「翻訳」（著作権法43条2号）だけであり、翻訳を除く翻案については許諾が必要なので、著作権の保護の対象である。したがって、パブリックドメイン（＝著作権が存在しない）であるとは言えない。

### 標示
権利者として作品をパブリックドメインに置きたい著作者や、既にパブリックドメインとなっている作品にその旨標記したい場合がある。しかしながら前述のように解釈の問題が数多いため、実行の壁は高い。クリエイティブ・コモンズは万国共通の「CC0」と「PDM」を提供して、この障壁の低減を図っている。

## 問題
著作権が切れパブリックドメイン化したにもかかわらず、元権利者が権利を主張したり、利用者側が「許諾」を得たり支払う必要のない使用料を支払う例が存在するとして、福井健策弁護士が問題提起している。

## 活用事例

### 著作物
著作権が消滅した著作物の活用事例として、電子図書館における著作物の収集活動が挙げられる。近年の情報技術の発達、インターネットの普及を受けて、著作物をデジタル化し、インターネットを介して誰でも閲覧することを可能とするものが多い。しかし、著作権の保護期間を延長する法改正が各国で相次いでいることから、その存続が危ぶまれているものも存在する。また、格安DVDソフトの製造販売のように、著作権が消滅しても依然として経済的価値を有する著作物（映画の著作物など）の流通によって、収益を図ろうとする事業も存在する。
青空文庫
著作権が消滅した文学作品を収集・公開しているインターネット上の電子図書館である。1997年、著述家の富田倫生が開設した。
プロジェクト・グーテンベルク
青空文庫と同様に、著作権が消滅した文書を電子化し、インターネット上で公開しようとする計画である。1971年、マイケル・S・ハートが開設した。最近では著作権の保護期間を延長する法改正が各国で相次ぎ、オーストラリアを始め事実上の活動停止や大幅な活動規模の縮小を強いられる事例も相次いでいる。
国立国会図書館デジタルコレクション
戦前の書籍を中心に蔵書をデジタル化、公開している。
ウィキソース
著作権が消滅した著作物およびフリーライセンスのもとにある著作物を集積し、公開するためのプロジェクトである。アメリカのウィキメディア財団が運営している。2003年に開設された。ウィキクォートも参照。
格安DVDソフト
『ファンタジア』（1940年）、『ローマの休日』（1953年）など、著作権が消滅した映画を格安DVDソフトとして販売する事例がある。権利者にライセンス料を支払う必要がないため、著作権が存続している映画のDVDソフトと比較して、販売価格は1〜2割程度に抑えられている。
Google books　
　　著作権が消滅した著作物、および個人が公開したパブリックドメインの著作物数十万点をデジタル化、公開している。

### 意匠
ジェネリックプロダクト
意匠権が消滅した家具などを複製したレプリカ品。

### 技術
特許が切れた医薬品は複数の会社から後発医薬品として販売されることで価格が低下する。
特許権消滅後に普及した工業技術としてフェネストロンなどがある。